# Lægesekretær
En lægesekretær virker som sekretær på hospitalsafdelinger eller hos praktiserende læger. Arbejdet kan, foruden (ren)skrivning af journalnotater, omfatte velkomst og information af patienter og pårørende, svare telefoner og evt. sørge for tidsbestillinger, kommunikation mellem afdelinger/lægehuse samt et bredt spektrum af administrative opgaver. Stillingen kræver oftest en oplæring i medicinsk fagsprog ("lægelatin").
Uddannelsen til lægesekretær er en kort videregående uddannelse.